# André Tajana
André Tajana (Saint-Chamond, 4 mars 1913 - Vichy, 3 juillet 1999) est un sculpteur français ayant travaillé dans toute la France, en particulier à Lyon et dans sa région ainsi qu'à Vichy.

## Biographie
Issu d’une longue lignée de tailleurs de pierre suisses du Tessin, il apprend la taille avec son père.
En 1927, André Tajana intègre l’école des Beaux-Arts de Saint-Étienne, il étudie à l’école des Beaux-Arts de Lyon de 1931 à 1935.
En 1938, il est lauréat du prix Paris-Lyon de sculpture, pour son buste Alban, il est ex æquo avec Étienne Martin. Cette occasion crée une rencontre importante avec le sculpteur Marcel Gimond.
En 1950, il obtient le prix Paul-Chenavard avec le buste de sa fille Hélène. Il reçoit également la Médaille d’argent de la ville de Paris
Il est membre du Salon du Sud-Est à Lyon et de l’Académie du Vernet à Vichy.
André Tajana excelle dans l’art du buste, réalisant plus de cent cinquante portraits, notamment de célébrités, comme Édouard Herriot (sénateur-maire de Lyon), Louis Pradel (maire de Lyon), Raymond Oliver, Charles Dullin, Bernard Clavel et François Mitterrand…
En 1952, il entre dans une carrière professorale  en tant que professeur d'éducation artistique de l'enseignement technique, préparation à l'ENSET, section sculpture, à la Martinière de Lyon. La même année, il est également nommé professeur de dessin de la ville de Lyon. En 1960, il est nommé professeur de dessin à Vichy.

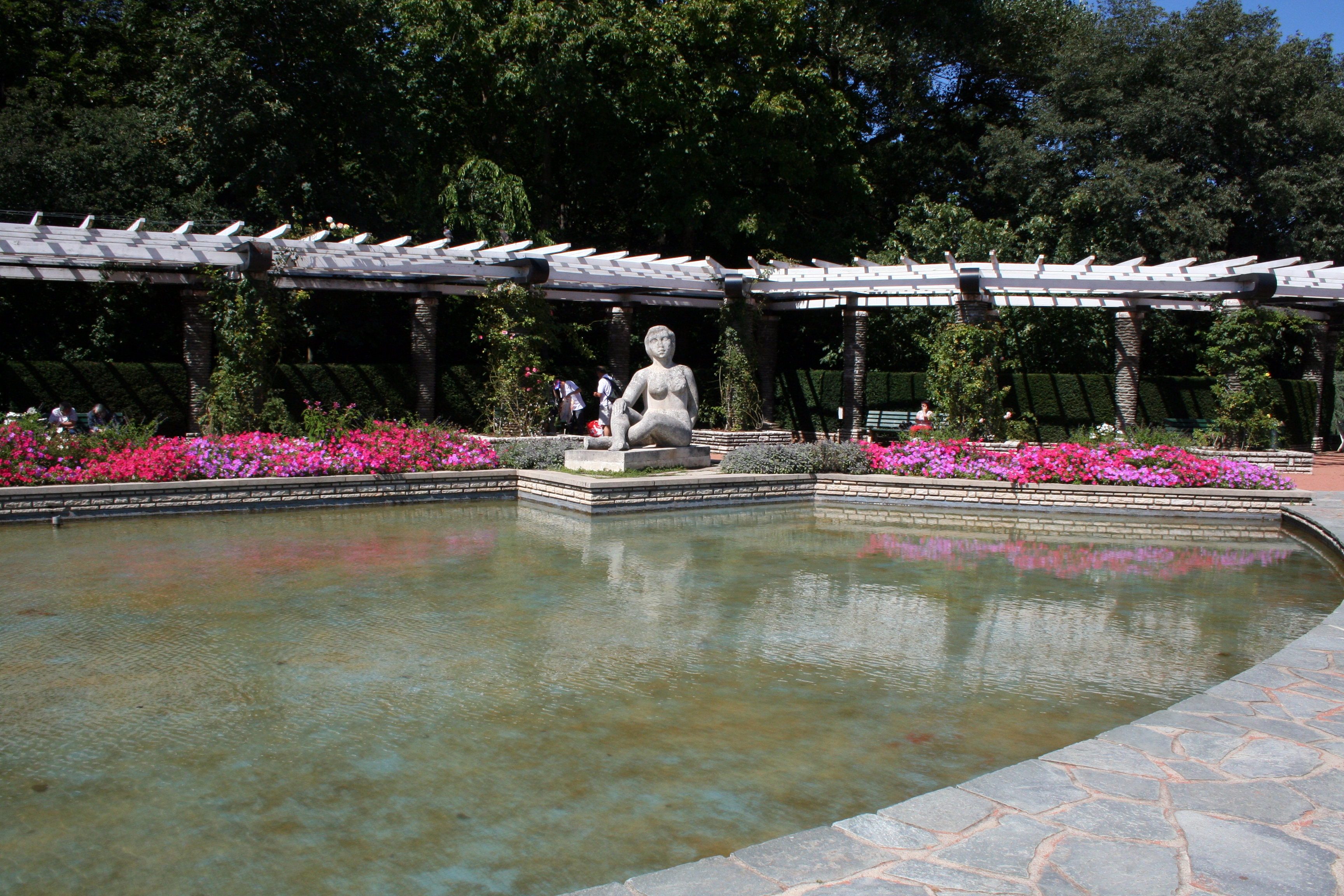
Naïade dans la roseraie.

En tant que sculpteur, il obtient plusieurs commandes publiques. En 1949, il réalise deux-bas reliefs en pierre pour le centre de l'amicale laïque (centre Edmond Chervet) de Grigny-sur-Rhône. En 1962, il réalise une Naïade pour la roseraie du parc de la Tête d'or. La même année, avec Francisque Lapandéry, il propose à la municipalité deux projets, un monument en l'honneur d'Auguste et Louis Lumière et celui du Sergent Blandan.
Il reçoit la commande de sculpture pour l'entrée du marché-gare de Perrache, de la part des architectes Louis Weckerlin et Lucien Chrétien. Il réalise une Abondance, évocation de Cérès, qui est inaugurée en 1964 rue Casimir-Périer.
En 1970, il crée le monument en l'honneur d'Édouard Herriot situé place Jussieu. En 1978, il produit la sculpture Confidence, pour le lycée professionnel La Sauvagère, dans le 9e arrondissement de Lyon
A Vichy, le bas-relief du CAVILAM et les Basketteurs au Centre Omnisport de Bellerive-sur-Allier.
Tout au long de sa vie, il présente des expositions personnelles et participe à des expositions de groupe nationales et internationales (Royaume-Uni, Italie, Pays-Bas, Lettonie, URSS…), ainsi qu’à des salons.
Ses œuvres sont conservées dans plusieurs collections particulières en France et à l’étranger.
Il se marie en 1942 avec Gisèle Thibaud dit Gaillard (1919-2016), avec qui il a deux filles, Hélène (1943) et Dominique (1953).